# Šmarje pri Sežani
Šmarje pri Sežani so naselje v Občini Sežana.